# Navicello

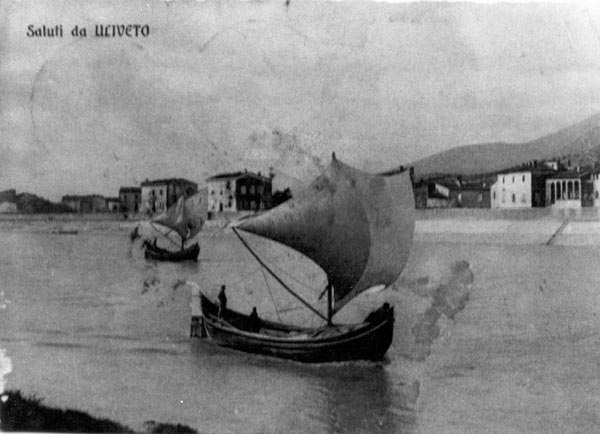
Navicelli sull'Arno in una vecchia cartolina di Uliveto Terme

Il navicello è un piccolo veliero toscano a fondo piatto, dotato di uno o due alberi e impiegato per la navigazione fluviale.
Avevano una portata massima di 10 tonnellate. La lunghezza oscillava tra i 9 e gli 11 metri, il pescaggio tra 0,6 e 0,9 metri, la larghezza massima di 2,34 metri. Potevano essere armati con due alberi: il maggiore con vela latina e il minore con la tarchia; l'equipaggio variava da 2 a 6 uomini. Oltre al comandante e all'aiuto erano presenti anche i bardotti ovvero dei marinai il cui compito, nel viaggio verso Firenze, era quello di posizionarsi sugli argini e tirare l'imbarcazione controcorrente utilizzando una fune, detta alzaia. La navigazione, in particolari tratti del fiume, procedeva poi anche con la "stanga", una pertica in legno affondata nel letto e utilizzata per spingere l'imbarcazione in avanti.
Il navicello era indistintamente utilizzato per trasportare persone e merci fino all'inizio del XX secolo. Il trasporto fluviale con questa imbarcazione fu messo in crisi a partire dalla metà del XIX  con l'avvento delle ferrovie e definitivamente abbandonato nel corso del secolo successivo a causa del trasporto su gomma. 

## Curiosità
Tutt'oggi a Calcinaia (Pisa) si tiene ogni anno una gara fra navicelli in occasione della locale regata storica, che si svolge a partire dalla metà dell'Ottocento.
Sempre a Calcinaia si chiama proprio Il Navicello il periodico informativo dell'Amministrazione comunale, distribuito gratuitamente fra i residenti. 